# Al Mabrukah (Q30)
Al Mabrukah (Q30) je hlídková a cvičná loď ománského královského námořnictva. Původně byla v letech 1970–1971 postavena jako královská jachta Al Said. Po vzniku ománského námořnictva se jachta stala jeho vlajkovou lodí a v letech 1983–1984 byla přestavěna na hlídkovou loď. Je používána i k výcviku.

## Stavba
Královská jachta ománského sultána Al Said bylo postavena britskou loděnicí Brooke Marine v Lowestoftu. Na vodu byla spuštěna 7. dubna 1970 a roku 1971 dokončena. Po získání nezávislosti Ománu roku 1979 se stala první jednotkou ománského námořnictva. Následně byla v letech 1983–1984 přestavěna na hlídkovou loď. Jméno Al Said nesla až do roku 1983, kdy byla přejmenována na Al Mabrukah.

## Konstrukce
Posádku tvoří 34 důstojníků a námořníků a dalších 37 kadetů. Plavidlo je vybaveno navigačním radarem Decca 1226 a obrannými systémy Cutlass a Barricade. Je vyzbrojeno jedním 40mm kanónem Bofors a dva 20mm kanóny Oerlikon. Na zádi se nachází přistávací plocha pro lehký vrtulník. Pohonný systém tvoří dva diesely Paxman Ventura s celkovým výkonem 2580 bhp, pohánějící dva lodní šrouby. Nejvyšší rychlost dosahuje 17 uzlů.